# インテルビスタ
『インテルビスタ』（伊: Intervista）は、1987年のイタリアのコメディ映画。

## ストーリー
イタリアのチネチッタ映画撮影所創立50周年を記念して、フェデリコ・フェリーニ自身がチネチッタと映画への思いを綴った作品。フェリーニらしい虚構と現実というスタイルを基調としていき映画は進行していく。
原題は「インタビュー」の意味であり、日本人のインタビュアーがフェリーニにインタビューをする。